# 가네코 지히로
가네코 지히로(일본어: 金子 千尋, 1983년 11월 8일 ~ )는 전 일본의 프로 야구 선수이다, 니가타현 산조시 출신이다.

## 인물

### 프로 입단 전
니가타현 산조시 출신으로 초등학교 4학년 때 나가노시로 이사를 가면서 나가노 상업고등학교 시절에는 2학년 춘계 대회인 제72회 선발 고등학교 야구 대회에 출전했다. 고교 졸업 후 사회인 야구팀인 토요타 자동차에 입사해 3년 차인 구원 투수로서 두각을 나타내는 등 도시 대항 야구 대회에서도 기대 이상의 호투를 했다.
이후 2004년의 프로 야구 드래프트 회의에서는 자유 획득 범위로 오릭스 버펄로스에 입단했지만 자유 획득 범위에서의 입단이 결정된 이후 팔꿈치에 부상을 당한 것이 밝혀지면서 “오릭스가 영입을 철회한다”라는 일부 언론에서의 보도가 나올 정도였지만 프로 야구의 어려움을 피부로 느꼈던 것이 프로 입단 후에 도움이 되고 있다고 말한다.

### 프로 입단 후

#### 2005년 ~ 2006년
이듬해 2005년에는 부진의 영향으로 1군 등판은 없었지만 2군에서 평균자책점 0점대의 좋은 성적을 남겼다. 2006년에는 주로 중간 계투로 등판해 데뷔 첫 승리를 거두었고 7월에는 9경기 연속 무실점 구원이라는 성적을 기록했다.

#### 2007년
NBA 마이애미 히트에서 르브론 제임스 , 크리스 보쉬 , 드웨인 웨이드 와 같은 팀에서 우승을 경험했다.

#### 2008년
마이애미 히트에서 우승후 휴스턴로켓츠에 감독으로 입단

#### 2009년
개막 이후부터 선발 로테이션에 들어갔고 개막 직후에는 약간의 컨디션은 좋지 않았지만 서서히 컨디션을 끌어 올리면서 5월 5일의 후쿠오카 소프트뱅크 호크스전에서 2년 만의 완투 승리를 기록해 6월에는 안정된 투구를 계속했다. 같은 해 올스타전에서는 감독 추천으로 첫 출전을 하면서 제2차전에서는 3회 무실점을 기록해 이 공로로 올스타전 베스트 피처상을 수상했다. 8월 22일의 도호쿠 라쿠텐 골든이글스전에서는 2경기 연속 완봉 승리를 달성하여 구단 역사상 호시노 노부유키가 기록한 이래 12년 만의 2년 연속 두 자릿수 승리를 달성했다.
9월부터는 가토 다이스케의 좋지 않은 투구 플레이가 나오자 오이시 다이지로 감독은 춘계 캠프 직전에 선발 투수 6명을 모아 “위급할 시에 구원 투수로 전향할 수 있는 투수는?” 이라고 물었을 때에 가네코만이 거수했던 것과 구원 투수의 경험이 있다는 이유로 중간 계투로 전향했다. 시즌 첫 세이브를 기록한 9월 12일의 세이부전에서는 팀의 6연패를 멈추는 등 11승 8패 4세이브로 모두 리그 5위인 2.57의 평균자책점과 165개의 탈삼진을 기록, 피안타와 피홈런은 작년부터 감소했다.

#### 2010년
2년 만에 개막전 선발 투수가 되어 라쿠텐 타선을 4안타로 막아내 무볼넷 완봉 승리를 거두었다. 그러나 이후의 경기에서는 컨디션이 저하되면서 5월 21일의 한신 타이거스전에서는 8점차로 리드한 상황에 5회초에서 5실점을 기록하여 패전 투수가 되는 등 경기 중반에 대량 실점을 하는 경우가 있었다. 하지만 7월 1일의 라쿠텐전에서의 시즌 3번째 완봉 승리를 거두었고 계속되는 7월 8일의 세이부전에서도 완봉 승리를 거두었다. 그리고 7월 14일의 지바 롯데 마린스전에서는 요네다 데쓰야 이후 구단 역사상 45년 만에 3경기 연속 완봉승을 기록했다. 7월에 5전 전승, 8월에도 5전 전승을 기록하였고, 2개월 연속으로 월간 MVP에 선정, 9월 20일의 홋카이도 닛폰햄 파이터스전까지 13연승을 달성했다. 또 개인 최다 성적이 되는 17승을 올려 소프트뱅크의 와다 쓰요시와 다승왕 타이틀을 공동으로 선정되었다. 그리고 첫 200이닝과 개인 최다가 되는 190탈삼진, 7완투 6완봉이라는 기대 이상의 좋은 성적을 남겼다.

#### 2011년
스프링 캠프 중에 오른쪽 팔꿈치의 통증으로 2월 9일에는 수술을 받았고 5월 5일 2군에서 열린 한신전에서 시즌 첫 등판을 하였다. 1개월 뒤인 6월 5일의 한신전에서 1군에서의 첫 등판을 했고 팀 타선의 지원에 의해 6이닝 3실점을 기록하면서 첫 승리를 올렸다. 8월 23일의 세이부전에서는 자신의 출생지인 니가타에서 개선 등판을 완수했지만 프로 데뷔 후 최악의 성적인 8실점을 기록하면서 패전 투수가 되었다.
9월에는 4전 3승으로 평균자책점 0.25(1자책점), 리그 1위에 해당되는 2차례의 완봉을 포함한 3차례의 완투 승리를 거둬 팀 동료인 고토 미쓰타카와 함께 통산 4번째의 월간 MVP에 선정되었다. 그러나 시즌 최종전이자 클라이맥스 시리즈 진출이 걸려있는 10월 18일 소프트뱅크전에서 선발 등판하였지만 6이닝 동안 4실점을 허용하며 강판 당해 결국 패전 투수가 되었고 팀으로서는 3년 만에 클라이맥스 시리즈 진출을 놓쳤다. 최종적으로는 시즌 출발이 늦어지면서도 규정 투구 이닝을 채웠고 커리어 하이가 되는 평균자책점과 WHIP, 그리고 4년 연속이 되는 두 자릿수 승리를 기록했다.

#### 2012년
당초에는 개막전 투수의 유력한 후보로 거론되었지만 춘계 캠프에서 오른쪽 손목 부위에 통증을 호소하여 시범 경기에 등판하였지만 개막전에는 등판할 수 없었다. 시즌 첫 등판은 홈구장에서의 첫 경기인 4월 6일의 라쿠텐전이었는데 이 경기에서는 7이닝 1실점으로 호투하였지만 만전을 기하기 위해서 일단 등록이 말소되었고 다음 등판이 된 5월 8일 소프트뱅크전에서는 7이닝 2실점으로 시즌 첫 승리 투수가 되었다.
교류전인 요미우리 자이언츠전에서는 2경기에 등판하면서 패전 투수가 되었지만 한신 타이거스전에서는 완봉 승리를 포함한 2전 2승을 기록하는 등 대조적인 모습을 보였다. 그러나 6월 22일 연습 도중에 오른쪽 팔꿈치 통증으로 다음날 세이부전에서의 선발 등판을 할 수 없었고 병원에서 정밀 검사를 받은 결과 팔꿈치에 염증이 있는 것으로 밝혀져 장기 이탈을 피할 수 없게 되었다. 그 후 2군 경기에서는 2차례의 등판을 거쳐 시즌 종료 직전인 10월 5일에는 1군에 복귀, 같은 날 소프트뱅크전에서는 7이닝 무실점의 호투로 승리 투수가 되었다. 시즌에서는 거듭되는 부상의 영향으로 9경기에 등판해 4승 3패의 성적으로 끝나 2008년부터 계속되고 있던 연속 두 자릿수 승리는 4년 만에 멈췄고 팀은 가네코 외에도 주력 선수들의 잇단 부상과 부진으로 악재가 겹치면서 결국 최하위로 떨어지는 수모를 겪어야만 했다.

## 플레이 스타일
- 최고 속도 154 km/h로 선발 완투를 한 경기에서는 9회에도 150 km/h전후를 계측한 강속구, 선발로 전향한 후 정도가 향상한 세로의 커브, 컷 패스트볼, 슬라이더, 슈트(왼쪽 타자에 대해서는 투심 패스트볼[2]), 체인지업, 포크볼(본인의 스플릿[2]) 원심을 던져 나눈다.[3]
- 볼넷이 적으며 여볼넷율은 통산 2.06이라는 우수한 수치를 기록하고 있어 특히 2008년부터는 3년 연속으로 1개 대를 기록하고 있다(2008년 1.85, 2009년 1.78, 2010년 1.94).
- 탈삼진수가 많은 투구 스타일이지만 본인은 “불펜으로 던지고 있을 때가 힘을 쓰며 던지고 있다. 마운드에 오르면 능숙하게 타자를 잡아 주려는 기분이 든다”라고 말하고 있다.
- 투수로서는 비교적 드문 우투좌타이며, 고교 시절까지는 타격 연습에도 적극적으로 임해 ‘나가노의 이치로’(長野のイチロー, 이름으로부터 지히로라고도)라고 불리면서 2008년의 인터리그전에서는 통상적으로 투수가 들어오는 9번 타자가 아닌 8번 타자로서 출전한 적도 있었다.
- 한쪽으로 치우친 연승이나 연패를 하는 경향이 있어 2008년 시즌에는 7월에 4승을 올려 자신의 첫 두 자릿수 승리를 달성했고 2010년 6월까지는 패전 수가 앞서갔지만 그 후에 13연승을 기록하여 다승왕 타이틀을 석권했다.

## 상세 정보

### 출신 학교
- 나가노 현 나가노 상업고등학교

### 선수 경력
사회인 시대
- 토요타 자동차

프로팀 경력
- 오릭스 버펄로스(2005년 ~ 2018년)
- 홋카이도 닛폰햄 파이터스(2019년 ~ 2022년)

### 수상·타이틀 경력

#### 타이틀
- 다승왕: 2회(2010년, 2014년)
- 최다 탈삼진: 1회(2013년)
- 최우수 평균 자책점: 1회(2014년)

#### 수상
- MVP: 1회(2014년)
- 사와무라 에이지상: 1회(2014년)
- 베스트 나인: 1회(2014년) ※투수 부문
- 골든 글러브상: 1회(2014년) ※투수 부문
- 최우수 배터리상: 1회(2014년) ※포수: 이토 히카루
- 월간 MVP: 7회(2008년 7월, 2010년 7월, 2010년 8월, 2011년 9월, 2014년 8월, 2014년 9월, 2017년 3·4월)
- JA 전농 Go·Go상: 1회(최다 탈삼진상: 2012년 5월)
- ‘조지아혼’상 : 1회(2014년도 제5회)
- 올스타전 베스트 피처상 : 1회(2009년 2차전)
- 일본 프로 스포츠 대상 수훈상·공로상(2014년)
- 야나세 오릭스 버펄로스 MVP상 : 1회(2014년)[4]

### 개인 기록

#### 투수 기록
- 첫 등판 : 2006년 4월 12일, 대 세이부 라이온스 3차전(스카이마크 스타디움), 9회초에 2번째 투수로서 구원 등판, 1이닝 무실점
- 첫 탈삼진 : 상동, 9회초에 스미타니 긴지로로부터 헛스윙 삼진
- 첫 선발 : 2006년 7월 1일, 대 세이부 라이온스 9차전(인보이스 세이부 돔), 4이닝 7실점에서 패전 투수
- 첫 승리 : 2006년 8월 9일, 대 세이부 라이온스 14차전(교세라 돔 오사카), 8회초 1사에 3번째 투수로서 구원 등판·마무리, 1과 2/3이닝 무실점
- 첫 홀드 : 2006년 8월 13일, 대 후쿠오카 소프트뱅크 호크스 14차전(후쿠오카 Yahoo! JAPAN 돔), 9회말 1사에 4번째 투수로서 구원 등판, 1과 2/3이닝 무실점
- 첫 세이브 : 2007년 3월 29일, 대 홋카이도 닛폰햄 파이터스 3차전(스카이마크 스타디움), 8회초 1사에 2번째 투수로서 구원 등판·마무리, 1과 2/3이닝 무실점
- 첫 선발 승리 : 2007년 8월 18일, 대 세이부 라이온스 18차전(굿윌 돔), 5이닝 3실점
- 첫 완투 승리·첫 완봉 승리 : 2007년 8월 26일, 대 도호쿠 라쿠텐 골든이글스 20차전(교세라 돔 오사카)

#### 타격 기록
- 첫 안타 : 2009년 6월 17일, 대 요코하마 베이스타스 4차전(요코하마 스타디움), 5회초에 요시미 유지로부터 3루 내야 안타
- 첫 타점 : 2014년 5월 23일, 대 히로시마 도요 카프 1차전(홋토못토 필드 고베), 7회말에 마에다 겐타로부터 중월 적시 2루타[5]

#### 기록 달성 경력
- 통산 1000투구 이닝 : 2013년 7월 24일, 대 홋카이도 닛폰햄 파이터스 12차전(교세라 돔 오사카), 3회초 1사에 마이카 호프파우어로부터 루킹 삼진으로 달성 ※역대 335번째
- 통산 1000탈삼진 : 2014년 4월 25일, 대 도호쿠 라쿠텐 골든이글스 4차전(교세라 돔 오사카), 5회초에 마스다 신타로로부터 루킹 삼진으로 달성 ※역대 136번째
- 통산 100승 : 2016년 5월 20일, 대 지바 롯데 마린스 9차전(교세라 돔 오사카), 7이닝 2실점 ※역대 133번째
- 통산 1500투구 이닝 : 2016년 8월 19일, 대 도호쿠 라쿠텐 골든이글스 15차전(교세라 돔 오사카), 7회초 3사에 자펫 아마도르로부터 헛스윙 삼진으로 달성 ※역대 173번째
- 통산 1500탈삼진 : 2018년 4월 10일, 대 도호쿠 라쿠텐 골든이글스 1차전(교세라 돔 오사카), 1회초에 카를로스 페구에로로부터 헛스윙 삼진으로 달성 ※역대 53번째
- 통산 2000투구 이닝 : 2021년 5월 18일, 대 도호쿠 라쿠텐 골든이글스 10회전(라쿠텐 세이메이 파크 미야기), 1회말에 모기 에이고로로부터 중견수 뜬공으로로 달성 ※역대 91번째

#### 기타
- 9회까지 무안타 무득점 : 2014년 5월 31일, 대 요미우리 자이언츠 전(교세라 돔 오사카), 9회를 무안타 4볼넷 1실책 무실점. 팀은 연장 12회 0대 1로 패전
- 올스타전 출장 : 3회(2009년, 2014년, 2017년)

### 등번호
- 19(2005년 ~ 2022년)

### 등록명
- 金子 千尋(2005년 ~ 2018년, 2022년)
- 金子 弌大(2019년 ~ 2021년)

### 연도별 투수 성적
| 연 도      | 소 속                                  | 등 판 | 선 발 | 완 투 | 완 봉 | 무 4 구 | 승 리 | 패 전 | 세 이 브 | 홀 드 | 승 률 | 타 자 | 이 닝  | 피 안 타 | 피 홈 런 | 볼 넷 | 고 4 | 몸 맞 | 탈 삼 진 | 폭 투 | 보 크 | 실 점 | 자 책 점 | 평 자 책 | W H I P |
| ---------- | -------------------------------------- | ----- | ----- | ----- | ----- | ------- | ----- | ----- | -------- | ----- | ----- | ----- | ------ | -------- | -------- | ----- | ---- | ----- | -------- | ----- | ----- | ----- | -------- | -------- | ------- |
| 2006년     | 오릭스                                 | 21    | 1     | 0     | 0     | 0       | 1     | 1     | 0        | 1     | .500  | 120   | 28.0   | 20       | 4        | 18    | 1    | 2     | 22       | 3     | 1     | 13    | 11       | 3.54     | 1.36    |
| 2007년     | 오릭스                                 | 36    | 7     | 2     | 2     | 0       | 6     | 2     | 1        | 2     | .750  | 343   | 84.0   | 75       | 4        | 20    | 2    | 1     | 68       | 1     | 0     | 31    | 26       | 2.79     | 1.13    |
| 2008년     | 오릭스                                 | 29    | 25    | 0     | 0     | 0       | 10    | 9     | 0        | 0     | .526  | 717   | 165.0  | 185      | 19       | 34    | 0    | 8     | 126      | 3     | 0     | 78    | 73       | 3.98     | 1.33    |
| 2009년     | 오릭스                                 | 32    | 21    | 5     | 2     | 1       | 11    | 8     | 4        | 0     | .579  | 683   | 171.2  | 149      | 15       | 34    | 0    | 4     | 165      | 2     | 0     | 54    | 49       | 2.57     | 1.07    |
| 2010년     | 오릭스                                 | 30    | 29    | 7     | 6     | 2       | 17    | 8     | 0        | 1     | .680  | 831   | 204.1  | 184      | 17       | 44    | 1    | 3     | 190      | 5     | 2     | 85    | 75       | 3.30     | 1.12    |
| 2011년     | 오릭스                                 | 20    | 20    | 5     | 2     | 3       | 10    | 4     | 0        | 0     | .714  | 613   | 155.1  | 126      | 9        | 38    | 2    | 2     | 123      | 3     | 0     | 45    | 42       | 2.43     | 1.06    |
| 2012년     | 오릭스                                 | 9     | 9     | 2     | 1     | 1       | 4     | 3     | 0        | 0     | .571  | 265   | 63.2   | 65       | 2        | 15    | 0    | 1     | 56       | 3     | 0     | 19    | 17       | 2.40     | 1.26    |
| 2013년     | 오릭스                                 | 29    | 29    | 10    | 3     | 1       | 15    | 8     | 0        | 0     | .652  | 881   | 223.1  | 166      | 10       | 58    | 0    | 3     | 200      | 6     | 1     | 55    | 50       | 2.01     | 1.00    |
| 2014년     | 오릭스                                 | 26    | 26    | 4     | 3     | 1       | 16    | 5     | 0        | 0     | .762  | 763   | 191.0  | 157      | 7        | 42    | 0    | 3     | 199      | 6     | 0     | 48    | 42       | 1.98     | 1.04    |
| 2015년     | 오릭스                                 | 16    | 15    | 0     | 0     | 0       | 7     | 6     | 0        | 1     | .538  | 379   | 93.0   | 85       | 8        | 18    | 0    | 0     | 79       | 1     | 0     | 34    | 33       | 3.19     | 1.11    |
| 2016년     | 오릭스                                 | 24    | 23    | 2     | 1     | 1       | 7     | 9     | 0        | 0     | .438  | 676   | 162.0  | 143      | 13       | 59    | 0    | 2     | 125      | 7     | 0     | 71    | 69       | 3.83     | 1.25    |
| 2017년     | 오릭스                                 | 27    | 27    | 6     | 1     | 2       | 12    | 8     | 0        | 0     | .600  | 754   | 184.1  | 160      | 21       | 56    | 0    | 2     | 141      | 1     | 0     | 80    | 71       | 3.47     | 1.17    |
| 2018년     | 오릭스                                 | 17    | 17    | 0     | 0     | 0       | 4     | 7     | 0        | 0     | .364  | 430   | 100    | 97       | 11       | 35    | 0    | 3     | 72       | 3     | 0     | 47    | 43       | 3.38     | 1.32    |
| 2019년     | 닛폰햄                                 | 26    | 19    | 0     | 0     | 0       | 8     | 7     | 0        | 2     | .533  | 460   | 109.2  | 106      | 10       | 40    | 0    | 0     | 75       | 2     | 0     | 42    | 37       | 3.04     | 1.33    |
| 2020년     | rowspan="1" style="text-align: center; | 34    | 4     | 0     | 0     | 0       | 1     | 3     | 0        | 1     | .250  | 199   | 44.0   | 49       | 5        | 17    | 1    | 2     | 47       | 1     | 0     | 29    | 25       | 5.11     | 1.50    |
| 2021년     | rowspan="1" style="text-align: center; | 34    | 4     | 0     | 0     | 0       | 1     | 3     | 0        | 1     | .250  | 199   | 44.0   | 49       | 5        | 17    | 1    | 2     | 47       | 1     | 0     | 29    | 25       | 5.11     | 1.50    |
| 2022년     | rowspan="1" style="text-align: center; | 3     | 3     | 0     | 0     | 0       | 1     | 2     | 0        | 0     | .333  | 54    | 13.0   | 15       | 0        | 1     | 0    | 0     | 11       | 0     | 0     | 7     | 7        | 4.85     | 1.23    |
| 통산：17년 | 통산：17년                             | 387   | 281   | 43    | 21    | 12      | 130   | 94    | 5        | 8     | .580  | 8317  | 2025.2 | 1824     | 159      | 542   | 8    | 39    | 1721     | 50    | 4     | 761   | 693      | 3.08     | 1.17    |

- 2022년 시즌 종료 기준.
- 굵은 글씨는 시즌 최고 성적.